# آرپایارگ-ا-اوریاک
آرپایارگ-ا-اوریاک (به فرانسوی: Arpaillargues-et-Aureillac) یک کمون در فرانسه است که در گار واقع شده‌است. آرپایارگ-ا-اوریاک ۱۳٫۶۷ کیلومتر مربع مساحت دارد ۱۱۶ متر بالاتر از سطح دریا واقع شده‌است.